# Psychoda crassipennis
Psychoda crassipennis és una espècie d'insecte dípter pertanyent a la família dels psicòdids que es troba a Europa: les illes Britàniques, França, Bèlgica, els Països Baixos, Alemanya, Dinamarca, Suècia, Noruega i Txèquia (incloent-hi Moràvia).